# Diego Bejarano
Pour les articles homonymes, voir Bejarano.
Diego Bejarano Ibañez, né le 24 août 1991 à Santa Cruz de la Sierra, est un footballeur international bolivien qui évolue au poste de milieu de terrain.

## Biographie
Diego Bejarano commence sa carrière au sein du club de The Strongest La Paz en 2010. Il est prêté en janvier 2012 au Club Deportivo Guabirá, où il ne reste que six mois avant de revenir dans le club de la capitale.
Bejarano est appelé pour la première fois en sélection le 15 novembre 2012 pour la rencontre amicale face au Costa Rica. Il inscrit son premier but lors du match face au Pérou, lors des éliminatoires de la Coupe du monde de football 2014.

## Palmarès
- Championnat de Bolivie de football :
  - Vainqueur : Apertura 2011, Apertura 2012 et Apertura 2013 avec The Strongest La Paz